# (1090) Sumida
(1090) Sumida – planetoida z pasa głównego asteroid okrążająca Słońce w ciągu 3 lat i 229 dni w średniej odległości 2,36 au. Została odkryta 20 lutego 1928 roku w Tokyo Astronomical Observatory przez Okuro Oikawę. Nazwa planetoidy pochodzi od japońskiej rzeki Sumida, jednej z głównych rzek płynących przez Tokio. Przed nadaniem nazwy planetoida nosiła oznaczenie tymczasowe (1090) 1928 DG.